# Strelenka
Strelenka je místní část obce Lysá pod Makytou v západní části okresu Púchov.
Rozprostírá se v jihozápadní části Javorníků, v geomorfologickém celku Lysianska brázda, na soutoku Lysek s pravostranným Kozinovcem a Drdákovským potokem v nadmořské výšce 428 m n. m. Leží přímo pod Lyským průsmykem (528 m n. m.), na silnici I/49 z moravské obce Horní Lideč do Púchova, 5 km ZJZ od středu Lysé pod Makytou.
Přes Strelenku prochází trať Hranice na Moravě – Púchov, je zde železniční zastávka, silniční i železniční hraniční přechod do Česka. Součástí místní části je několik kopanic, roztroušených severně (na svazích Javorníků) i jižně (na svazích Bílých Karpat) od jádra Strelenky.
Strelenku tvoří osady:
- Ondričkovce
- Krátke
- Holcove
- Drdákovce